# John Cameron Mitchell

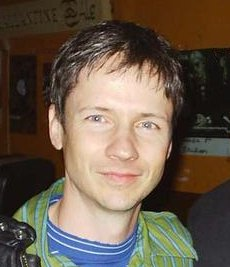
John Cameron Mitchell

John Cameron Mitchell (* 21. April 1963 in El Paso, Texas) ist ein amerikanischer Autor, Regisseur und Schauspieler.

## Leben
Mitchell, Sohn eines Generals der U.S. Army und einer schottischen Mutter, wuchs auf verschiedenen Armeestützpunkten auf, unter anderem in Berlin; später lebte die Familie in Colorado Springs, Colorado, wo er eine katholische Schule besuchte.
Seit Mitte der 1980er arbeitete er als Theaterschauspieler und -regisseur in New York City und spielte kleinere Rollen in Fernseh- und Filmproduktionen. Unter anderem inszenierte er ein Stück von Tennessee Williams. Ab 1991 wirkte er in der originalen Broadway-Produktion von Marsha Normans und Lucy Simons Musicaladaption von Der geheime Garten mit, die mit mehreren Tony Awards ausgezeichnet wurde.
Anfang der 1990er entwickelte er gemeinsam mit dem Musiker Stephen Trask die Figur der Hedwig, eines in Ost-Berlin aufgewachsenen Transgender-Rockmusikers, für Auftritte in der New Yorker Drag-Bar Squeezebox. Daraus entstand 1998 das erfolgreiche, mit zwei Obie Awards ausgezeichnete Off-Broadway-Musical Hedwig and the Angry Inch und drei Jahre später die Filmversion des Musicals, wiederum mit ihm selber in der Titelrolle. Der Film wurde auf dem Sundance Film Festival 2001 uraufgeführt und gewann dort den Regie- und den Publikumspreis und das Stück wurde 2001 mit dem Lambda Literary Award ausgezeichnet. Bei den Chlotrudis Awards 2002 gewann er den Preis als bester Hauptdarsteller. Bei den Internationalen Filmfestspielen in Berlin (Berlinale) wurde der Film 2001 in der Sektion „PANORAMA“ gezeigt und gewann den Teddy Award.
Im Jahr 2003 produzierte er den Film Tarnation von Jonathan Caouette, der unter anderem von der US-amerikanischen National Society of Film Critics als bester Dokumentarfilm ausgezeichnet wurde. 2004 drehte Mitchell mit Stars der New Yorker Drag-Szene das Musikvideo zur Single Filthy/Gorgeous der Scissor Sisters. Der Clip wurde wegen seiner explizit sexuellen Darstellungen im amerikanischen MTV nicht gezeigt.
Sein zweiter Film, Shortbus, erlebte nach zweijähriger Drehzeit seine Premiere am 20. Mai 2006 auf den 59. Internationalen Filmfestspielen von Cannes. Die nordamerikanische Premiere fand auf dem 31. Toronto International Film Festival im September 2006 statt. Der größtenteils mit Laienschauspielern besetzte Film, dessen Drehbuch inklusive der zahlreichen im Film enthaltenen Hardcore-Sexszenen gemeinsam mit den Darstellern improvisiert wurde, handelt vom Liebesleben einer Gruppe von jungen New Yorkern. Der Film lief am 19. Oktober 2006 in Deutschland an.
Im Juni 2009 drehte Mitchell für Fox Searchlight den Spielfilm Rabbit Hole mit Nicole Kidman und Aaron Eckhart in den Hauptrollen. Das Drama basiert auf dem gleichnamigen Bühnenstück von David Lindsay-Abaire und stellt ein Ehepaar in den Mittelpunkt, dessen Kind bei einem Unfall ums Leben kommt. Die Premiere fand im September 2010 auf dem Toronto International Film Festival statt.
Der offen schwule Mitchell ist in den USA auch für sein Eintreten für die Rechte der Homosexuellen in Fernsehtalkshows wie Politically Incorrect bekannt.

## Filmografie (Auswahl)

### Als Regisseur und Autor
- 2001: Hedwig and the Angry Inch
- 2006: Shortbus
- 2010: Rabbit Hole
- 2017: How to Talk to Girls at Parties

### Als Schauspieler
- 1986: Twilight Zone (The Twilight Zone, Fernsehserie), Episode A Day in Beaumont/The Last Defender of Camelot
- 1987: Higher Education
- 1987: MacGyver (Fernsehserie, Episode Hell Week)
- 1988: Freddy’s Nightmares (Fernsehserie, Episode It’s a Miserable Life)
- 1989: Misplaced (Reise in ein besseres Leben)
- 1990: Book of Love (Nachhilfe in Sachen Liebe)
- 1990: Dreamer of Oz (zu finden auf der „Wizard of Oz“ 4er DVD-Box)
- 1993: Das Kainsmal des Todes (Daybreak, Fernsehfilm)
- 1995: Law & Order (Fernsehserie, Episode Pride)
- 1996: Girl 6
- 1997: David Searching
- 1999: I Remember
- 2001: Hedwig and the Angry Inch
- 2004: Squeezebox, The Movie
- 2006: Fabulous! The Story of Queer Cinema
- 2013–2014: Girls (Fernsehserie, 5 Episoden)
- 2017–2020: The Good Fight (Fernsehserie)
- 2022: Sandman (The Sandman, Fernsehserie)
- 2023: Yellowjackets (Fernsehserie, 1 Episode)